# 滙豐 (泰國分行)
滙豐銀行是首家在泰國經營的商業銀行，在1888年12月2日成立。當時，該行的首間辦公室設於查隆軍路的舊比利時領事館。1890年，該行搬至位於Klong Kut Mai（該地今稱Thanam Si Phraya）及王家蘭花希爾頓酒店一帶的一座羅馬式建築物。該辦公大樓由其後的財務大臣Chandaburi王子正式宣佈開幕。
1877年，泰國王室及政府官員曾在滙豐銀行(新加坡)開戶。自曼谷分行成立後，國王及王宮的官員也正式在該行開戶。根據銀行文獻記載，滙豐銀行(泰國)曾擁有泰國王室成員的私人戶口，包括朱拉隆功(拉瑪五世)、Mahavajiravudh(拉瑪六世)、巴差提朴(拉瑪七世)、阿南塔·瑪希敦(拉瑪八世)及其他王室成員。
1889年，滙豐得到泰國當局允許首次在泰國引進鈔票，鈔票面額為1、5、10、80、90、100泰銖，主要用來支付有關海關及其他政府部門的債項及稅頂。1902年，當泰國央行正式發行鈔票後，滙豐所發行鈔票的流通量逐漸減少。
1905年，滙豐是首家海外銀行發放貸款給泰國政府進行鐵路建設。當時，駐巴黎泰國大使主動接觸英國的滙豐銀行及法國的東方匯理銀行，並在1905年3月於倫敦及巴黎正式發放貸款。